# Halgerda tessellata
Espèce
Synonymes
- Dictyodoris tessellata Bergh, 1880[2]

Halgerda tessellata est une espèce de nudibranches Indo-Pacifiques appartenant au genre Halgerda, dans la famille des Discodorididae.

## Répartition géographique
Cette espèce présente une large aire de répartition Indo-Pacifique,.
Elle se rencontre depuis l'ouest de l'océan Indien et les côtes du Kenya, de la Tanzanie, du Mozambique, de l'Afrique du Sud et de Madagascar jusqu'à l'océan Pacifique et les côtes des îles Mariannes et de l'Australie,. Elle est notamment présente à Mayotte, aux Seychelles, aux Chagos, aux Maldives,,, en Inde (îles Laquedives, îles Andaman-et-Nicobar), en Nouvelle-Calédonie, en Indonésie, aux Palaos et au Vietnam.

## Habitat
Halgerda tessellata affectionne les récifs coralliens et rocheux jusqu'à 20 m de profondeur.

## Description

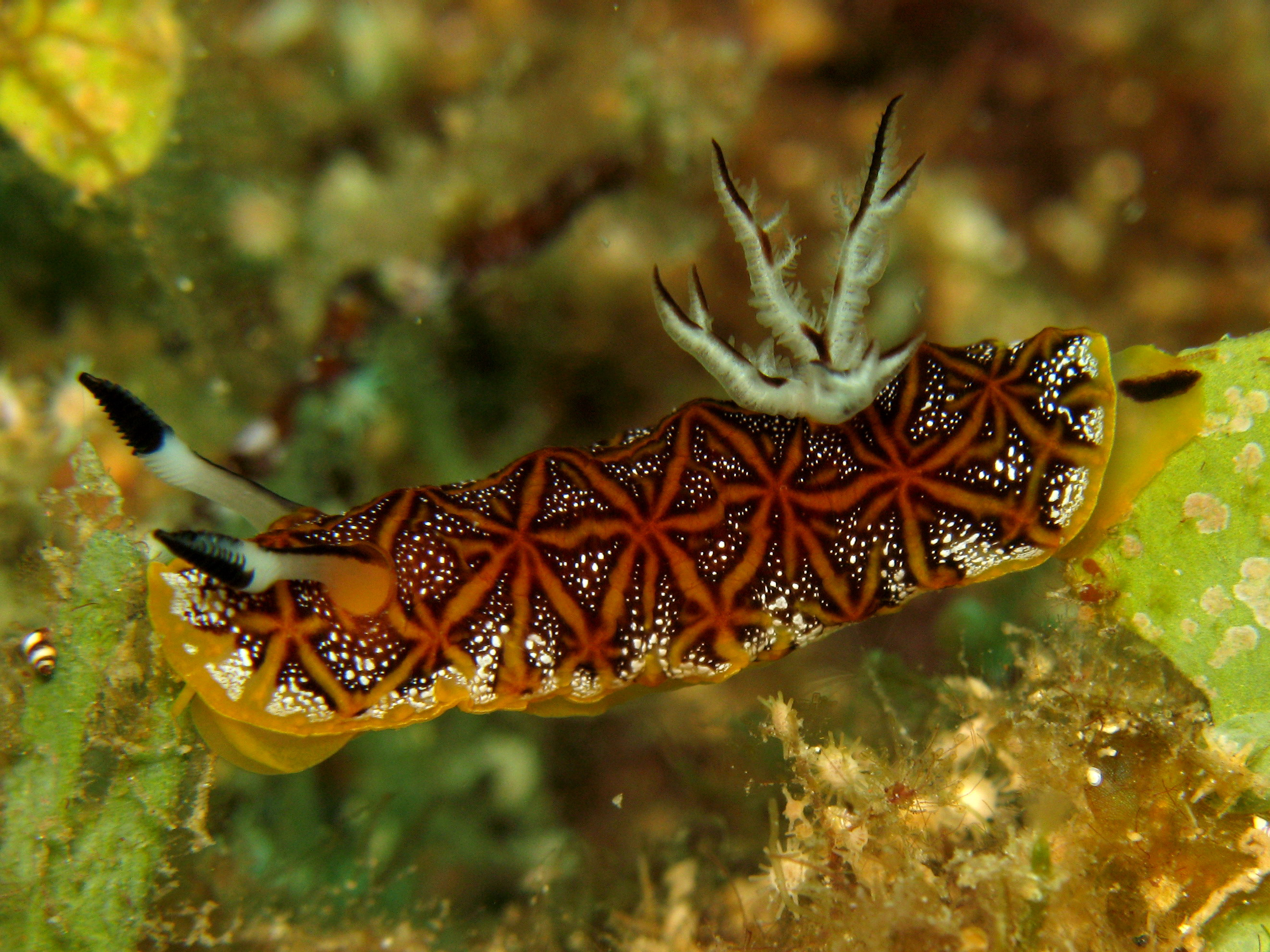
Halgerda tessellata.

Halgerda tessellata mesure environ 30 mm 
La texture du corps ressemble à une gelée dure et claire.
Le dos présente un motif réticulé, ou étoilé élaboré. Ce motif est composé de trois arêtes dorsales portant chacune trois ou quatre tubercules. Ces tubercules sont reliés par des crêtes secondaires. Des arêtes tertiaires s'étendent vers le milieu des figures ainsi formées et vers le bord du manteau. Les crêtes sont blanches à violet pâle ou rouge à orange. La couleur entre les crêtes est violet brunâtre à brun marron ou noire avec de nombreux points blancs ronds,,. Autour du manteau court une bordure blanc violacé. Le pied est blanc bleuâtre. Des taches pourpres sont présentes sous le manteau et la jonction du pied et du corps est pourpre. Le pied ne montre aucun signe de rainure ou d'entaille antérieure, mais est très contracté.
Comme dans le cas d'espèces présentant une large répartition géographique, différentes colorations peuvent être observées mais une bande de points blancs apparaît autour du bord ainsi qu'une pigmentation blanche dense sur les branchies.

## Publication originale
- (de) Bergh, L. S. R. 1880. Nudibranchien, Malacologische Untersuchungen. [In]: Reisen im Archipel der Philippinen von Dr. C. Semper, Wissenschaftliche Resultate, 2(2): 1-78. [75-78] (BHL) - (p.75 Dictyodoris tessellata)

Cette espèce a été décrite par le zoologiste danois Rudolph Bergh en 1880 sous le protonyme Dictyodoris tessellata.